# Henry Aglionby
Henry Aglionby DD (falecido em 1558) foi um frade dominicano que se tornou cónego de Windsor em 1546–1554.

## Carreira
Ele era um frade dominicano. Após a dissolução dos mosteiros, ele casou-se.
Ele foi nomeado:
- Prebendário de Lincoln
- Capelão do Rei Henrique VIII

Reitor de St. James Garlickhythe 1538
Ele foi nomeado para a quarta bancada na Capela de São Jorge, no Castelo de Windsor, em 1546, e manteve a posição até ser privado dela em 1554.